# Борленге
Бо̀рленге (на шведски: Borlänge) е град в централна Швеция, лен Даларна. Главен административен център на едноименната община Борленге. Разположен е около река Далелвен. Намира се на около 210 km на северозапад от столицата Стокхолм и на 16 km на югозапад от Фалун. Получава статут на град през 1898 г. ЖП възел. Населението на града е 41 734 жители според данни от преброяването през 2011 г.

## Спорт
Представителният футболен отбор на града се казва ИК Браге. От 2010 г. е участник е в Шведската лига Суперетан.